# Maître de Pedret
Maître de Pedret est le nom de convention donné par les historiens à un peintre de fresques romanes actif en Catalogne au début du XIIe siècle. Ce nom provient d'une de ses œuvres les plus représentatives, l'abside latérale droite de l'église Sant Quirze de Pedret, à Cercs (Berguedà).
Il est considéré comme une figure majeure dans le domaine de la peinture romane. Ses œuvres sont exécutées à des endroits différents et éloignés, ce qui laisse à penser qu'il voyageait avec une équipe chargée de les réaliser. Les œuvres de ce maître et de son atelier se caractérisent par leur classicisme et une forte influence lombarde, et se situent entre la fin du XIe et le début du XIIe siècle. Des œuvres avec un style similaire se trouvent en Lombardie, plus précisément à Cantù (Saint-Vincent de Galliano) et à Saint-Pierre de Civate.
Le Maître de Pedret et le Maître de Taüll se sont servis de pigments comme le cinabre et l'azurite, guère fréquents à cette époque en ces lieux pour réaliser leurs peintures, ce qui laisse penser que le maître était originaire du nord de l'Italie. Il s'est beaucoup déplacé dans les Pyrénées et qui employait des matériaux de bonne qualité, comme le démontre l'état actuel de ses œuvres.

## Protection
Les éléments les plus prestigieux des peintures murales médiévales catalanes du Maître ainsi que celles du Maître de Taüll ont été convoitées et auraient pu partir notamment aux États-Unis, suivant en cela la peinture de l'abside centrale du monastère de Santa Maria de Mura depuis au musée des beaux-arts de Boston déposée selon des techniques au point en Italie. 
Dès 1919, la réunion des musées catalans s'oppose à ce processus et utilise la même technique pour protéger les œuvres originales dont une grande partie se trouve au musée national d'Art de Catalogne à Barcelone. Les lieux d'origines ont reçu une copie exacte de l'œuvre déposée.

## Œuvre
En plus de l'église qui lui a donné son nom, Sant Quirze de Pedret, des vestiges de ses œuvres ou de son atelier sont conservées dans les églises Saint Pierre du Burgal, Sainte-Marie d'Aneu, Saint-Cernin de Baiasca à Llavorsí (Pallars Sobirà), Notre-Dame de Cap d'Aran de Tredòs, à Naut Aran (Val d'Aran) et à la collégiale de Saint-Pierre d'Àger, toutes dans la province de Lérida en Catalogne. Également, une de ses œuvres se trouve dans l'abside de la cathédrale de Saint-Lizier, en Ariège, consacrée en  1117, où on peut encore la voir in situ.

### Sant Pere del Burgal
Les peintures découvertes au monastère Saint-Pierre du Burgal dans la commune de La Guinguetta d'Àneu (Pallars Sobirà) ont fourni des données sur la date de leur exécution, permettant aux érudits d'évaluer les dates approximatives auxquelles cet artiste a travaillé. Ces peintures sont dans la partie inférieure de l'abside où apparaît une silhouette féminine de taille réelle avec une inscription qui dit : « Lucia comitesa », identifiée par l'historien médiéviste Joan Ainaud de Lasarte (1919-1995) comme Lucie de la Marche, épouse de Artaud Ier, comte du Pallars Sobirà et sœur d'Almodis de la Marche, comtesse de Barcelone. Lorsque la comtesse Lucie s'est retrouvée veuve, elle a gouverné les terres de son défunt mari entre les années 1081 et 1090, où se trouvait Sant Pere del Burgal, ce qui  permet de situer l'auteur entre ces dates.
Les figures de ces peintures, majestueuses, sont disposées entre les fenêtres du mur de l'abside et du presbytère. Sur une des frises apparaît dessinée la fameuse couronne de fer de Lombardie de Monza, symbole du royaume lombard, lieu supposé d'origine du peintre, ce qui ne serait pas étonnant étant donné les coïncidences iconographiques, techniques et de style avec la région du Tessin. Abordant l'Ancien et du Nouveau Testament, les peintures ont un coloris vif et brillant avec une spontanéité du pinceau.

### Œuvres exposées dans des musées
- Abside latérale droite de Sant Quirze de Pedret (fragment). Musée national d'Art de Catalogne, Barcelone.
- Abside centrale de Sant Quirze de Pedret - Musée diocésain et comarqual de Solsona.
- Abside du monastère Sainte-Marie d'Àneu (fragment). Cercle de Pedret - Musée national d'Art de Catalogne [9]
- Peintures de Notre-Dame de Cap d'Aran - The Cloisters, New York.
- Abside de Sainte-Eulalie d'Estaon (Vall de Cardós) et de Surp — cercle lointain de Pedret - Musée national d'Art de Catalogne.
- Crucifixion de l'église de Sainte-Eulalie d'Estaon - Musée diocésain de la Seu d'Urgell[10].

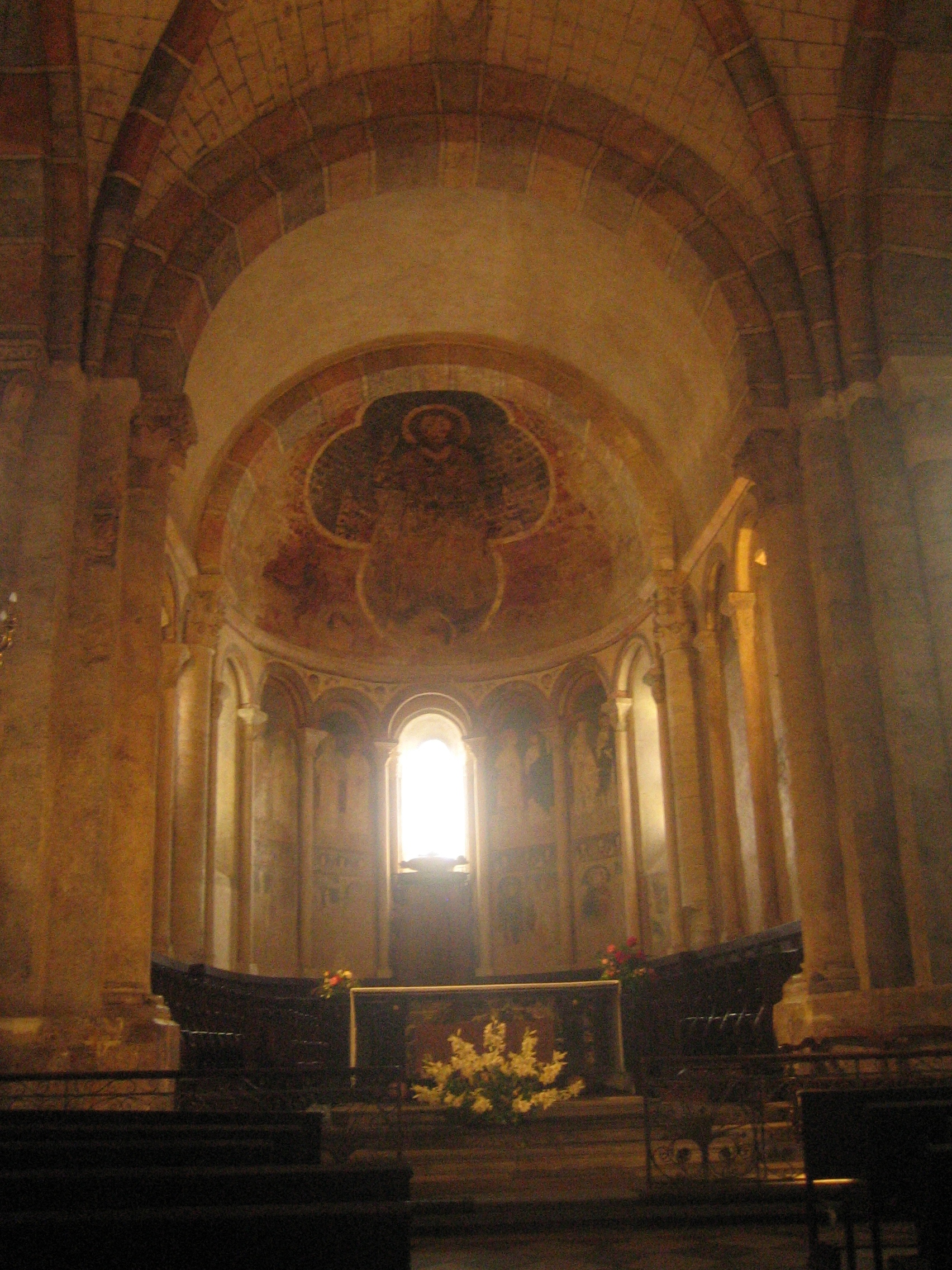
Peintures in situ dans la cathédrale de Saint-Lizier.
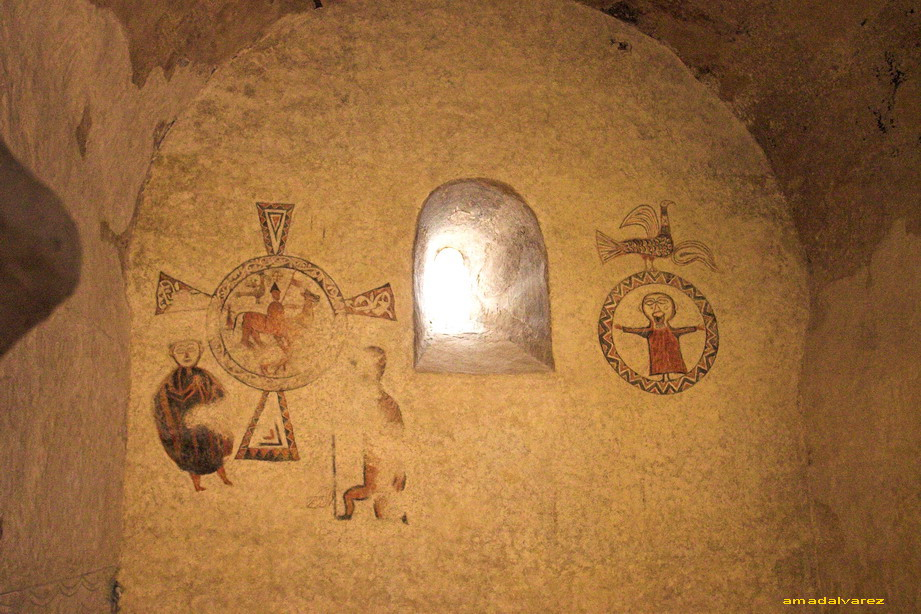
Peintures pré-romanes dans l'église de Sant Quirze de Pedret.
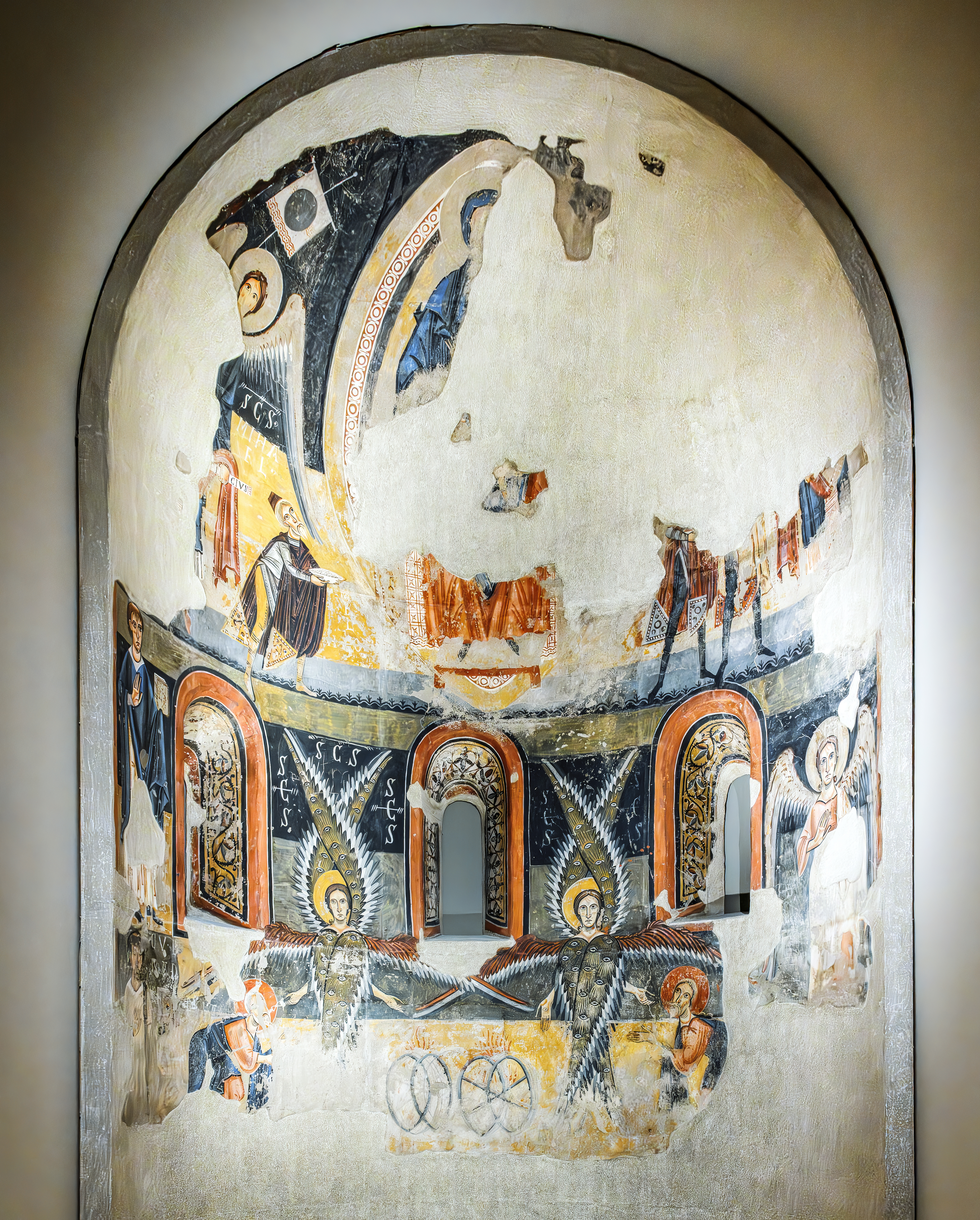
Abside du monastère Sainte-Marie d'Àneu - Musée national d'Art de Catalogne
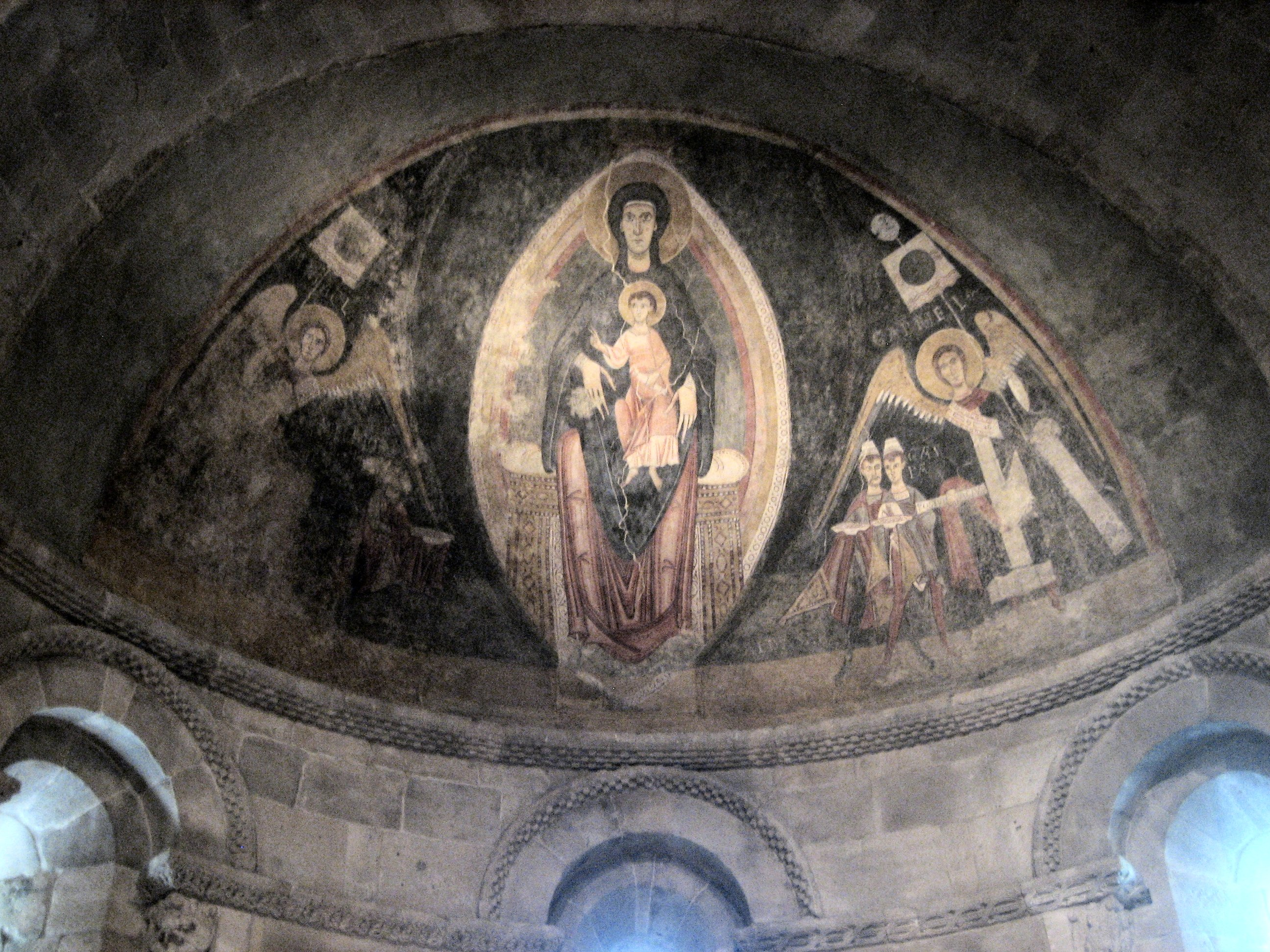
Fresques du Maître de Pedret dans l'église Notre-Dame de Cap d'Aran de Tredòs, actuellement dans le musée des Cloîtres de New York.
Détail de l'abside de Sant Serni de Baiasca.
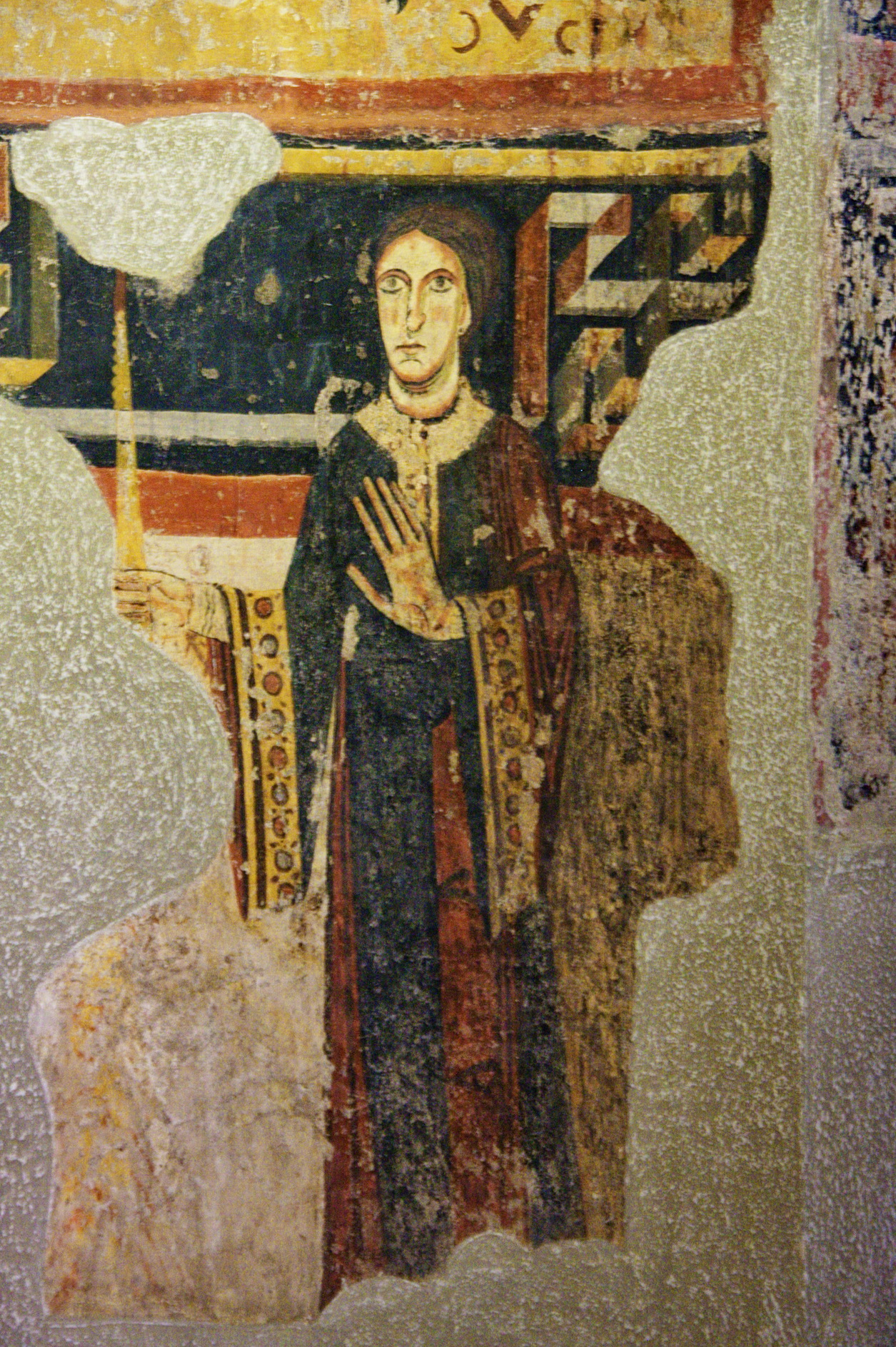
Lucie de la Marche, seconde épouse d'Artaud Ier. Fresque du monastère Saint-Pierre du Burgal (La Guingueta d'Àneu) attribuée au Maître de Pedret, conservée au MNAC.